# Jean-Pierre Danguillaume
Jean-Pierre Danguillaume es un ciclista francés, nacido el 25 de mayo de 1946 en Joué-lès-Tours.
Ha sido el último vencedor francés de la Carrera de la Paz y fue profesional durante ocho años. Ganó siete etapas del Tour de Francia y fue tercero del Campeonato del mundo en 1975. Tras su retirada como profesional se convirtió en director deportivo del conjunto Mercier-BP.
Su hermano Jean-Louis Danguillaume fue también ciclista profesional y su tío Camille Danguillaume, fallecido en accidente en 1950, igualmente lo fue.

## Palmarés
| 1968 (como amateur) - 1 etapa del Tour del Porvenir 1969 (como amateur) - Carrera de la Paz, más 1 etapa 1970 - 1 etapa del Tour de Francia 1971 - 1 etapa del Tour de Francia - Gran Premio de Plouay 1973 - 1 etapa del Tour de Francia - 1 etapa del Gran Premio de Midi Libre - Critérium Nacional 1974 - Gran Premio de Midi Libre - 2 etapas del Tour de Francia - Trofeo de los Escaladores 1975 - París-Bourges - Gran Premio de Cannes - 1 etapa del Gran Premio de Midi Libre - 1 etapa de los Cuatro Días de Dunkerque - 1 etapa del Tour del Mediterráneo - 1 etapa de la Vuelta a Bélgica - 3º en el Campeonato Mundial en Ruta | 1976 - 1 etapa del Tour de Corse - 1 etapa de la París-Niza 1977 - 2 etapas del Tour de Francia - 1 etapa de la Dauphiné Libéré - Tour d'Indre-et-Loire, más 2 etapas - 1 etapa de los Cuatro Días de Dunkerque - 1 etapa del Tour de Limousin - Tour de l'Aude 1978 - 1 etapa de la Dauphiné Libéré - 1 etapa de los Cuatro Días de Dunkerque - 1 etapa del Tour de l'Aude |

## Resultados en las grandes vueltas
| Carrera         | 1970 | 1971 | 1972 | 1973 | 1974 | 1975 | 1976 | 1977 | 1978 |
| --------------- | ---- | ---- | ---- | ---- | ---- | ---- | ---- | ---- | ---- |
| Giro de Italia  | -    | -    | -    | -    | -    | -    | -    | -    | -    |
| Tour de Francia | 64.º | 18º  | 21º  | 22º  | 13º  | Ab.  | 22º  | 35º  | Ab.  |
| Vuelta a España | -    | 31.º | -    | -    | 7º   | -    | -    | -    | -    |
| Mundial en Ruta | -    | 32.º | 9º   | 24º  | -    | 3º   | -    | 22º  | -    |

-: no participa

Ab.: abandono